# Gulögd palmskvätta
Gulögd palmskvätta (Cichladusa arquata) är en fågel i familjen flugsnappare inom ordningen tättingar.

## Utseende och läte
Gulögd palmskvätta är en udda trastliknande flugsnappare. Den har grått huvud, ljust öga, rostbrun rygg och en svart linje som avgränsar strupen. Den skiljs från fläckig palmskvätta genom det ljusa ögat, röda ryggen och avsaknad av fläckar undertill. Sången består av betonade serier med ylande toner. Även tjattrande och raspiga läten kan höras.

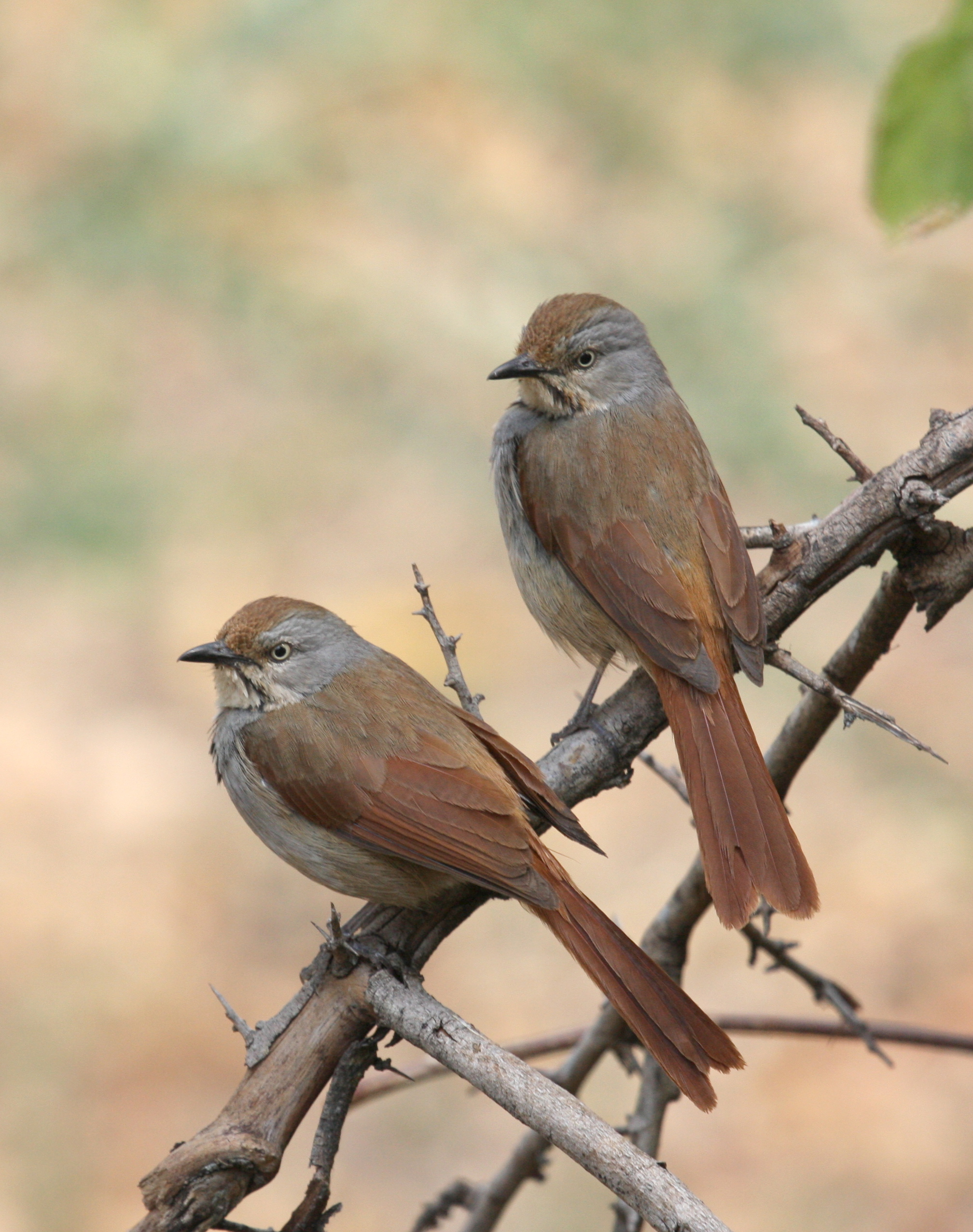

## Utbredning och systematik
Fågeln förekommer i buskage i palmsavann från kustnära Kenya till Moçambique, Capriviremsan och sydöstra Angola. Den behandlas som monotypisk, det vill säga att den inte delas in i några underarter.

### Familjetillhörighet
Palmskvättor liksom fåglar som rödhake, näktergalar, stenskvättor, rödstjärtar och buskskvättor behandlades tidigare som en trastar (Turdidae), men genetiska studier visar att de tillhör familjen flugsnappare (Muscicapidae).

## Status och hot
Arten har ett stort utbredningsområde, men tros minska i antal, dock inte tillräckligt kraftigt för att den ska betraktas som hotad. Internationella naturvårdsunionen IUCN listar arten som livskraftig (LC).